# Zalalövő
Zalalövő är en mindre stad i Ungern med 2 857 invånare (2019).

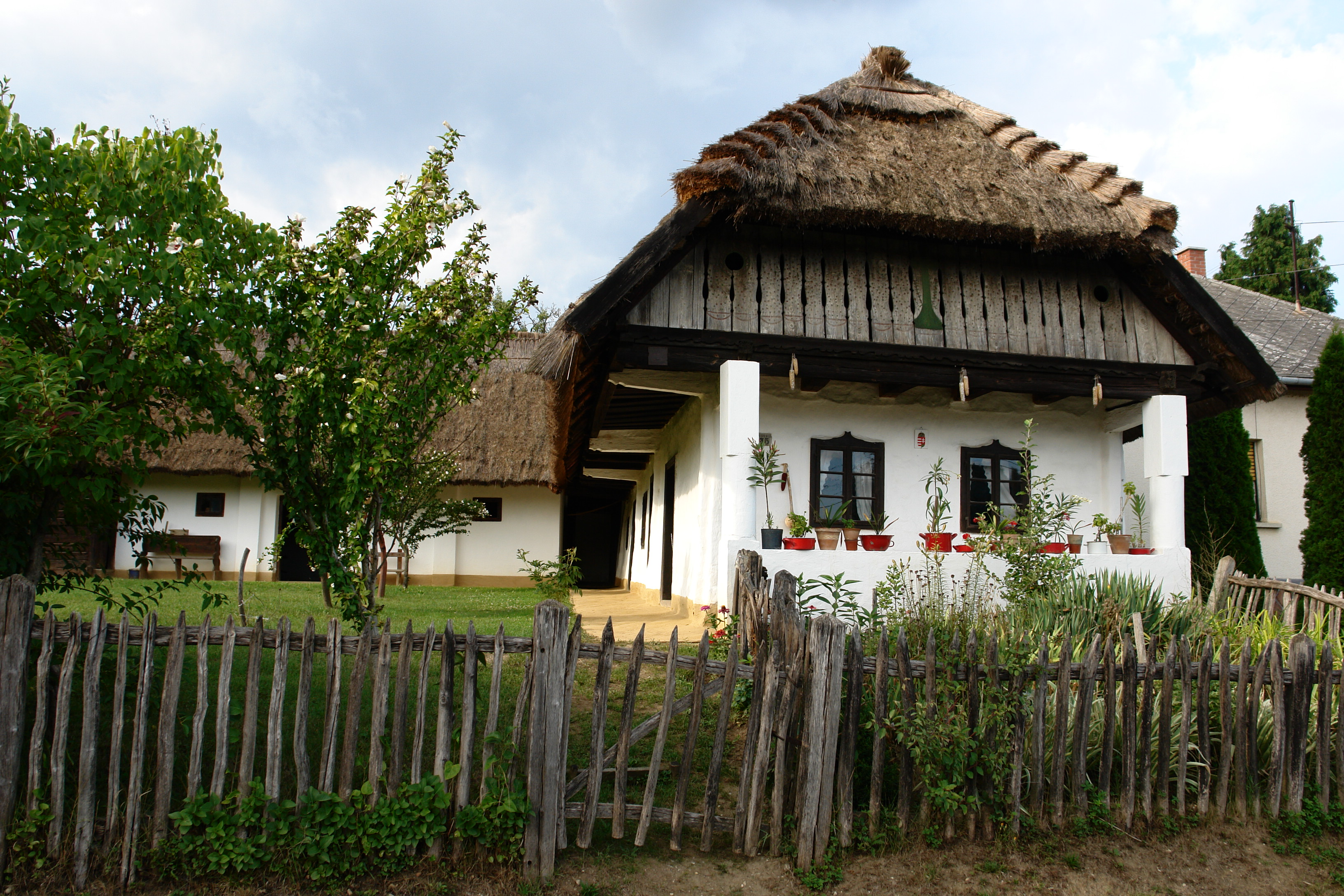
Kulturskyddad byggnad i Zalalövő.